# Биригуи
Биригуи (порт. Birigüi)  —  муниципалитет в Бразилии, входит в штат Сан-Паулу. Составная часть мезорегиона Арасатуба. Входит в экономико-статистический  микрорегион Биригуи. Население составляет 121 300 человек на 2006 год. Занимает площадь 530,651 км². Плотность населения — 204,4 чел./км².

## История
Город основан 7 декабря 1911 года. 

## Статистика
- Валовой внутренний продукт на 2003 составляет 694.558.266,00 реалов (данные: Бразильский институт географии и статистики).
- Валовой внутренний продукт на душу населения на 2003 составляет 6.811,20 реалов (данные: Бразильский институт географии и статистики).
- Индекс развития человеческого потенциала на 2000 составляет 0,829 (данные: Программа развития ООН).

## География
Климат местности: тропический. В соответствии с классификацией Кёппена, климат относится к категории Aw.